# Хрящ-молочник перцевий
Хрящ-молочник перцевий (Lactarius piperatus (L.) Pers.) — умовноїстівний гриб з родини сироїжкових — Russulaceae. Місцева назва — біляк.

## Морфологічна характеристика
Шапинка 5-12(20) см у діаметрі, товстом'ясиста, опукла, потім увігнуторозпростерта, іноді лійкоподібна, біла, жовтувата, гола, суха, при натискуванні став вохряно- або рудувато-коричневою. Пластинки молочно-білі, кремові, з зеленуватим (зрідка синюватим) відтінком. Спори 6,5-9,5 Х 5,5-7,5 мкм. Ніжка 2-8(12) Х 1,5-3,5 см, дуже щільна, біла, гола. М'якуш дуже щільний, білий, при підсиханні нерівномірно жовтіє, особливо в ніжці біля основи, при розрізуванні набував зеленуватого відтінку, пекучо-їдкий, без особливого запаху. Молочний сік білий, на повітрі не змінюється або дуже повільно трохи жовтів чи зеленіє, пекучо-їдкий.

## Поширення
В Україні поширений на Поліссі та в Лісостепу. Росте у листяних (переважно дубових і березових), хвойних та мішаних лісах; у червні — листопаді. Їстівний гриб. Використовують свіжим, про запас засолюють після відварювання (відвар вилити). Використовують при бленореї та сечокам'яній хворобі як сечогінний засіб.
Замість хряща-молочника перцевого часом збирають умовно їстівний хрящ-молочник повстистий — умовно їстівний гриб дуже низької якості.